# Baie Marmette Sud
Baie Marmette Sud är en sjö i Kanada.   Den ligger i provinsen Québec, i den sydöstra delen av landet, 300 km norr om huvudstaden Ottawa. Baie Marmette Sud ligger 400 meter över havet.
Trakten runt Baie Marmette Sud är nära nog obefolkad, med mindre än två invånare per kvadratkilometer.